# Alipiopsitta xanthops
Genre
Espèce
Synonymes
- Amazona xanthops
- Salvatoria xanthops

Statut de conservation UICN

 NT  : Quasi menacé
Statut CITES
Alipiopsitta xanthops, anciennement connu sous son ancien nom CINFO d'Amazone à face jaune (Amazona xanthops), est l'unique espèce du genre Alipiopsitta. Des recherches récentes ont montré qu'elle était davantage liée à Graydidascalus brachyurus et aux espèces du genre Pionus. Ce n'est donc pas une amazone.

## Description
Elle atteint 27 cm de long. Son plumage présente une dominante verte avec des ondulations jaunâtres très marquées sur la poitrine et le ventre.

## Répartition
Cet oiseau vit au Brésil et le nord-est de la Bolivie.
Cette espèce semi-nomade est présente dans l'est du Brésil dans la région du Cerrado, de la caatinga et des forêts galeries. Elle est en constante diminution et a déjà disparu d'une grande partie de sa zone de répartition initiale.

## Alimentation
Cette amazone consomme des graines et des fruits.

## Reproduction
La ponte comporte le plus souvent trois œufs qui éclosent après 24 jours d'incubation. Les premiers jours, les petits sont nourris d'une pâte riche en protéines régurgitée par les parents.

## Comportement
Cette espèce forme des groupes importants mais les couples restent unis presque tout le temps, même durant les vols.

## Longévité
Environ 40 ans.

## Autres noms
- Brésil : papagaio-galego, papagaio-curraleiro, papagaio-goiaba, papagaio-de-barriga-amarela